# Daria Dudka
Daria Olexandrivna Dudka (en ucraniano: Дар'я Олександрівна Дудка; nacida Daria Olexandrivna Tyjova, Jersón, URSS, 15 de febrero de 1986) es una deportista ucraniana que compite en tiro, en la modalidad de rifle.
Ganó una medalla de plata en el Campeonato Mundial de Tiro de 2022 y tres medallas en el Campeonato Europeo de Tiro entre los años 2011 y 2024.

## Palmarés internacional
| Campeonato Mundial | Campeonato Mundial  | Campeonato Mundial | Campeonato Mundial               |
| Año                | Lugar               | Medalla            | Prueba                           |
| ------------------ | ------------------- | ------------------ | -------------------------------- |
| 2022               | El Cairo (Egipto)   | Medalla de plata   | Rifle en pos. tendida 50 m mixto |
| Campeonato Europeo |                     |                    |                                  |
| Año                | Lugar               | Medalla            | Prueba                           |
| 2011               | Brescia (Italia)    | Medalla de bronce  | Rifle 10 m                       |
| 2022               | Breslavia (Polonia) | Medalla de bronce  | Rifle 3 posiciones 50 m          |
| 2024               | Osijek (Croacia)    | Medalla de oro     | Rifle 3 posiciones 50 m mixto    |